# ByteDance
ByteDance (chinês simplificado: 字节跳动, pinyin: Zìjié Tiàodòng) ou Beijing ByteDance Technology Co. Ltd. é uma empresa chinesa de tecnologia da internet que opera várias plataformas de conteúdo habilitadas para aprendizado de máquina, com sede em Pequim. Foi fundada por Zhang Yiming em 2012.

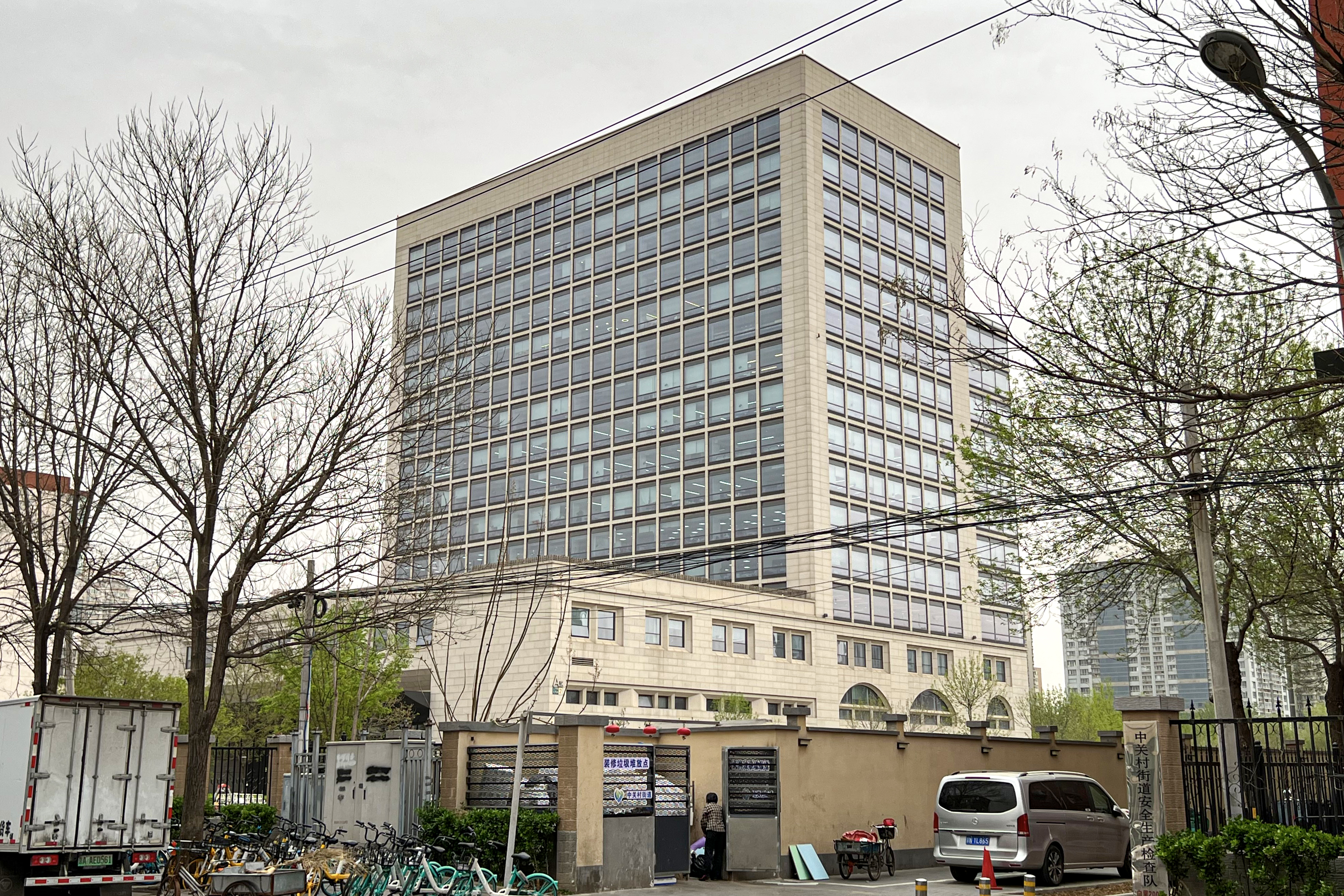
AVIC Plaza é um dos edifícios de escritórios da ByteDance em Pequim

O principal produto da ByteDance, a Toutiao ("Headlines"), é uma plataforma de conteúdo popular na China e no mundo. O Toutiao começou como um mecanismo de recomendação de notícias e evoluiu gradualmente para uma plataforma que oferece conteúdo em vários formatos, como textos, imagens, postagens de perguntas e respostas, microblogs e vídeos. A Toutiao oferece aos seus usuários feeds de informação personalizados que são alimentados por algoritmos de aprendizado de máquina. Um feed de conteúdo é atualizado com base no que a máquina aprende sobre as preferências de leitura de um usuário.
A ByteDance também foi pioneira no aplicativo móvel de compartilhamento de vídeo TikTok. Depois adquiriu música start-up musical.ly, a empresa combinou as duas plataformas em um único aplicativo sob o nome TikTok. Também executa o BuzzVideo e o Vigo Video.
O ByteDance tinha mais de 800 milhões de usuários ativos diários (mais de 1 bilhão de usuários acumulados) em todas as suas plataformas de conteúdo em novembro de 2018. A empresa foi avaliada em US$ 78 bilhões em novembro de 2018 e é considerada um dos unicórnios mais valiosos do mundo. Em maio de 2019 ByteDance anunciou a intenção de lançar um novo aplicativo para streaming de música livre. O lançamento está previsto para o final do primeiro trimestre, a empresa iniciou negociações com marcas de música bem conhecidas.

## Criação de Neihan Duanzi (2012)
Em março de 2012, ByteDance lançou seu primeiro aplicativo chamado Neihan Duanzi (内涵 段子). Este aplicativo permitiu que os usuários circulassem piadas, memes e vídeos humorísticos.
No seu auge, Neihan Duanzi tinha mais de 200 milhões de usuários em 2017.
Em 10 de abril de 2018, ByteDance permanentemente removeu o Neihan Duanzi, após a Administração Estatal de Rádio e Televisão acusar o aplicativo de hospedar conteúdos “vulgares” e “impróprios” e “desencadear fortes sentimentos de ressentimento entre os usuários da Internet”.

## Criação de Toutiao (2012)
Em agosto de 2012, ByteDance lançou seu segundo aplicativo chamado Toutiao (今日 头条).
As experiências pessoais de Zhang o motivaram a encontrar melhores maneiras de acessar informações. Por exemplo, em 2008, para enfrentar o desafio de comprar bilhetes de trem durante as temporadas de férias, Zhang criou um programa que verificou a disponibilidade de bilhetes de trem automaticamente. Meia hora depois de completar o programa, ele recebeu um aviso por SMS e comprou um ingresso com sucesso.
Em 2011, Zhang notou que cada vez menos pessoas liam jornais. Ao mesmo tempo, as vendas de smartphones na América estavam subindo. Zhang capitalizou esse crescimento no uso de dispositivos móveis e incorporou a tecnologia AI em um produto que visava transformar a forma como as informações estão sendo consumidas. A primeira versão do Toutiao foi lançada em agosto de 2012, cinco meses depois que Zhang fundou o ByteDance. Era um aplicativo de notícias simples para dispositivos móveis, mas com dois recursos que as pessoas nunca haviam visto na China: 1) as histórias eram enviadas aos usuários em vez de os usuários precisavam pesquisar palavras-chave ou encontrar contas a serem seguidas; 2) quanto mais usuários clicaram em conteúdo, mais Toutiao aprendeu seus gostos e interesses, e refinou suas recomendações. A Toutiao acumulou rapidamente um grande número de downloads e atingiu 1 milhão de DAU apenas quatro meses após seu lançamento.

## Desenvolvimento (2013-2014)
A partir de 2013, a Toutiao expandiu-se para oferecer conteúdo em mais categorias e formatos. Em janeiro de 2014, a empresa criou o “Toutiaohao” ( 头条号  ) plataforma para atrair mais criadores de conteúdo PGC (conteúdo gerado profissionalmente) e UGC (conteúdo gerado pelo usuário); e no final do ano, adicionou recursos de vídeo. Com o crescimento da comunidade de criadores, Toutiao usou a distribuição baseada em interesses e descentralizada para ajudar os criadores de conteúdo de cauda longa a encontrar um público-alvo. Um exemplo frequentemente citado é “Zhuguan Baba”, um jovem criador de porcos no norte da China cujos postos sobre como criar porcos atraíram milhões de leitores em Toutiao.
Para incentivar mais criadores individuais ou de pequenas equipes a usar sua plataforma, a Toutiao também lançou programas de incentivo em 2014. Esses programas incluíam a oferta de espaço e ferramentas para garantir renda mensal mínima ao atingir as metas principais, como taxas de leitura e número de artigos. No início de 2014, Toutiao começou a monetizar via publicidade.

## Diversificação e globalização (2015–2018)

### Plataformas de vídeo de formato curto
Entre 2015-2017, a empresa lançou e adquiriu uma série de aplicativos de vídeo curtos, incluindo: Xigua Video (西瓜视频 , anteriormente conhecido como “Toutiao Video”), BuzzVideo (anteriormente “TopBuzz Video”), Huoshan (火山, versão internacional: Vigo Video), Musical.ly (posteriormente conhecida como TikTok) e outros.

### Extensão do alcance global
Em 2018, a ByteDance tem uma presença global, com operações no Japão, Coréia do Sul, Sudeste Asiático, América do Norte, Europa, Brasil e Índia.
A ByteDance lançou o TopBuzz em agosto de 2015, uma plataforma de conteúdo para vídeos, artigos, notícias de última hora e GIFs nos EUA e posteriormente no Brasil em 2016. A ByteDance lançou a plataforma de vídeo curta do PGC TopBuzz Video no Japão em setembro de 2016. Em outubro de 2016, a ByteDance investiu na maior plataforma de agregação de conteúdo vernacular da Índia, o DailyHunt. Em dezembro de 2016, a ByteDance investiu na plataforma de recomendação de notícias da Indonésia, BABE.
Em fevereiro de 2017, a ByteDance adquiriu o Flipagram, um popular aplicativo de vídeo de formato curto dos Estados Unidos.[carece de fontes?] Em julho de 2017, ByteDance lançou a plataforma de vídeo curta UGC Hypstar (agora Vigo Video) no sudeste da Ásia. Em novembro de 2017, a ByteDance adquiriu o aplicativo de notícias global News Republic e a comunidade de vídeo global Musical.ly. Em outubro de 2018, tornou-se a startup mais valiosa do mundo.

## Tecnologia

### Tecnologia IA subjacente
Os produtos da ByteDance usam algoritmos de aprendizado de máquina para obter e empurrar o conteúdo que os usuários acham mais interessantes. Essa tecnologia subjacente aprende o feedback e as preferências dos usuários por meio de suas interações - tempo gasto em cada artigo, hora do dia em que o usuário lê, pausa, comentários, não gosta e favoritos. Os dados de engajamento de usuários ativos são alimentados nos algoritmos de ByteDance, refinando ainda mais a qualidade e a relevância do conteúdo distribuído aos usuários. Como resultado, cada usuário possui um feed de conteúdo personalizado. Essa tecnologia de IA diferencia os aplicativos da ByteDance no mercado de Internet móvel da China, e a tecnologia subjacente também pode ser aplicada em mercados internacionais porque não é limitada por barreiras lingüísticas ou culturais.
A tecnologia de visão computacional, como o reconhecimento de objetos, também é usada para marcar e entender automaticamente vídeos e imagens, a fim de facilitar recomendações em diferentes idiomas.
As tecnologias AI também são aplicadas às atividades de criação de conteúdo. Por exemplo, o sistema de aprendizado de máquina ajuda os criadores a prever o conteúdo viral comparando os artigos recebidos com o conteúdo anterior que era muito popular.
Em 2016, o Laboratório de IA e a Universidade de Pequim de ByteDance co-desenvolveram Xiaomingbot, um bot de escrita de inteligência artificial que escreve seu próprio artigo de notícias. O bot publicou 450 artigos durante os Jogos Olímpicos de Verão de 15 dias. Em geral, Xiaomingbot publicou histórias aproximadamente dois segundos após o término do evento.
Em dezembro de 2017, o ByteDance foi incluído na lista do CBInsight AI 100, uma lista de 100 das mais proeminentes empresas privadas que aplicam algoritmos de inteligência artificial. Em fevereiro de 2018, ByteDance foi nomeado para a lista de empresas mais inovadoras da Fast Company, classificando como #16 globalmente e # 4 na lista China Top 10, ByteDance foi elogiado por seu uso de inteligência artificial para fornecer notícias e conteúdo.
O braço de pesquisa da ByteDance, o laboratório de IA foi fundado em março de 2016 e é dirigido por Wei-Ying Ma, ex-diretor administrativo da Microsoft Research Asia. A pesquisa do laboratório se concentra em inteligência artificial para entender informações (texto, imagens, vídeos) em profundidade e desenvolver algoritmos de aprendizado de máquina em larga escala para recomendações de informações personalizadas. Suas principais áreas de pesquisa incluem Processamento de Linguagem Natural, Aprendizado de Máquina, Visão Computacional, Fala e Áudio, Conhecimento e Mineração de Dados, Sistema Distribuído e Redes, e Computação Gráfica.

## Produtos

### Toutiao
A Toutiao oferece recomendações de conteúdo para todos os usuários com base em seus interesses. Ao analisar os recursos de conteúdo, a interação dos usuários e usuários com o conteúdo, os algoritmos geram um feed personalizado de conteúdo para cada usuário.
Em fevereiro de 2016, um projeto de alerta de pessoas desaparecidas foi iniciado na plataforma Toutiao. Em 2017, os alertas ajudaram a encontrar 3.573 pessoas desaparecidas.
Em agosto de 2019, a ByteDance lança a Toutiao Search como parte de seu portal Toutiao - um agregador de notícias.

### TikTok
O TikTok é uma plataforma de vídeo musical chinesa e uma rede social que foi lançada em setembro de 2016. O aplicativo permite que os usuários criem seus próprios videoclipes curtos, escolhendo uma música de fundo da lista de músicas do TikTok que contém uma grande variedade de estilos musicais.

### Xigua Video
Em março de 2016, o ByteDance lançou o Toutiao Video, que mais tarde foi rebatizado como Xigua Video. O Xigua Video é uma pequena plataforma de vídeo que hospeda uma variedade de clipes de vídeo com duração média de 2 a 5 minutos.

### Musical.ly
O musical.ly era uma comunidade de vídeos curtos que permitia aos usuários compartilhar vídeos de 15 a 60 segundos. Os usuários podem filmar, editar e postar vídeos no aplicativo musical.ly para se expressarem cantando, dançando e muitos outros talentos. Em dezembro de 2017, o musical.ly entrou oficialmente no ByteDance. A plataforma está atualmente extinta, tendo sido dobrada no que é agora o TikTok.

### TopBuzz
O TopBuzz é a versão internacional do Toutiao, uma plataforma móvel de agregação e recomendação de conteúdo que oferece vídeos, artigos, GIFs e notícias de última hora para usuários em todo o mundo.

### News Republic
A News Republic é um agregador de notícias e vídeos, com notícias diárias de última hora e manchetes de mais de 2.300 parceiros de mídia em 47 países e 43 idiomas. Em novembro de 2017, a ByteDance adquiriu a News Republic da Cheetah Mobile.

### Viamaker/Capcut
Lançado originalmente como Viamaker, o aplicativo Capcut é um programa de edição de vídeos, geralmente postados no Tiktok, mas também em outras redes sociais como o YouTube.

## Ações judiciais

### Huxiu
Em dezembro de 2018, ByteDance processou Huxiu por difamação após Huxiu informou que aplicativo de notícias em língua indiana do ByteDance Helo foi propagar desinformação.

### Comissão Federal de Comércio dos EUA
Em 27 de fevereiro de 2019, a FTC multou a ByteDance US$ 5,7 milhões pela coleta de informações de menores de 13 anos em violação da Lei de Proteção à Privacidade Online das Crianças nos Estados Unidos. O ByteDance respondeu adicionando um modo somente para crianças ao TikTok, que bloqueia o envio de vídeos, a criação de perfis de usuários, mensagens diretas e comentários nos vídeos de outras pessoas, enquanto ainda permite a visualização e gravação de conteúdo.